# Logocentrisme

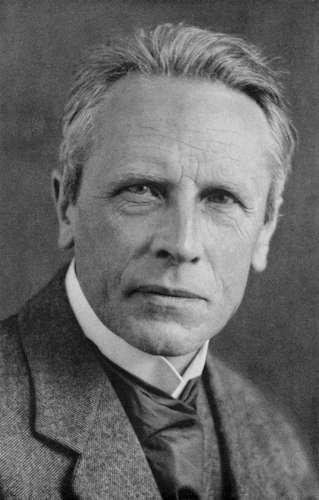
Fotografia del filòsof Ludwig Klages, introductor del concepte.

El logocentrisme és la tendència d'un discurs, relat o narrativa a tancar-se dins de la seva pròpia lògica, i de la persona o grup que l'enuncia, i a considerar-se a ell mateix com a model de referència. Aquest concepte postestructuralista va ser introduït pel filòsof alemany Ludwig Klages i reprès per Jacques Derrida. És un tipus de centrisme i de biaix ideològic i cognitiu que ocorre sovint, però no únicament, al llenguatge del discurs. Per exemple, un cas particular del logocentrisme és el fonocentrisme, que parteix de la idea que la paraula parlada i els sons són superiors a la llengua escrita. També és usual a l'estètica, la literatura i la mateixa filosofia.
El logocentrisme és fruit del món occidental modern i ja abans del centrisme europeu (eurocentrisme), que comprèn tota forma de racionalitat des d'una racionalitat "universal" que en realitat és europea, de l'imperialisme de tot allò europeu com "El Racional". Des del logos d'algunes filosofies de l'antiga Grècia va reprendre importància al renaixement i, amb la raó il·lustrada aquesta racionalitat va esdevenir instrumental. El logocentrisme europeu és binari, redueix tot a categories extremes i oposades, com bo i dolent, bonic i lleig, etc. i altament masclista pel fet d'incloure uns patriarcalisme i androcentrisme molt pronunciat, per la qual cosa l'estudi de les seves conseqüències en l'actualitat pertanyen als estudis de gènere i del feminisme.
Occident ha elaborat diverses màscares de centrisme, com l'egocentrisme, l'androcentrisme, l'eurocentrisme i el logocentrisme, per a reduir l'altre. Totes són imperialistes i totalitàries, entenent l'estrany, l'aliè, com una variació. La descentralització no és suficient per a empoderar l'altre, és a dir, reconèixer el seu poder i transformar la relació de domini amb ell per una altra d'horitzontal, sinó que cal també socialitat: accedir i relacionar-se amb l'altre per mitjà de la carícia sense que perdi l'alteritat ni reduir-lo.

## Etimologia
Ludwig Klages va inventar la paraula als anys 20 del segle xx. És un neologisme format per l'arrel grega "logos", que significa 'paraula', 'raonament', 'argumentació', 'parla' o 'discurs'; i centrisme. El logos, en el dualisme tradicional criticat per exemple per Nietzsche, equival a la part cerebral (pensament racional) de l'ésser humà, en oposició a l'instint, la intuïció i les emocions.

## Ciència i tecnologia
Actualment, conviuen paradigmes sobre el que són i les relacions amb la ciència i la tecnologia que són postmoderns i postestructuralistes amb d'altres encara basats en la visió de la il·lustració. Els primers consideren que l'actitud dels segons és logocentrista, massa cartesià (Descartes) i cientifista. De Descartes, Newton i altres logocentristes es mantenen actituds com la voluntat de claredat de pensament sintaxi, la formalitat i el raonament argumentat estructurat i ordenat. Els segons, tot apreciant això, consideren que és insuficient, que aquesta estructura tan tancada hauria d'estar més oberta a admetre altres tipus de llenguatges i coneixements, com els adquirits per la intuïció i l'experiència, entre d'altres.